# Finnország városai
A finnországi városok listája.

## Legnagyobb városok
| No. | Finn név  | Svéd név    | 2017-es népesség | Tartomány         |
| --- | --------- | ----------- | ---------------- | ----------------- |
| 1.  | Helsinki  | Helsingfors | 639 222          | Dél-Finnország    |
| 2.  | Espoo     | Esbo        | 276 087          | Dél-Finnország    |
| 3.  | Tampere   | Tammerfors  | 228 942          | Nyugat-Finnország |
| 4.  | Vantaa    | Vanda       | 220 908          | Dél-Finnország    |
| 5.  | Oulu      | Uleåborg    | 200 600          | Oulu              |
| 6.  | Turku     | Åbo         | 187 637          | Nyugat-Finnország |
| 7.  | Jyväskylä | Jyväskylä   | 138 762          | Nyugat-Finnország |
| 8.  | Lahti     | Lahtis      | 119 438          | Dél-Finnország    |
| 9.  | Kuopio    | Kuopio      | 117 407          | Kelet-Finnország  |
| 10. | Kouvola   | Kouvola     | 84 930           | Dél-Finnország    |

## Terület szerint
Finnország területi felosztása:

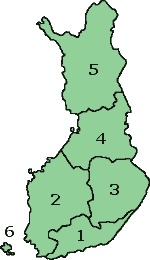
Finnország területigazgatási felosztása

1. Dél-Finnország tartomány (Etelä-Suomen lääni, Södra Finlands län)
2. Nyugat-Finnország tartomány (Länsi-Suomen lääni, Västra Finlands län)
3. Kelet-Finnország tartomány (Itä-Suomen lääni, Östra Finlands län)
4. Oulu tartomány (Oulun lääni, Uleåborgs län)
5. Lappföld tartomány (Lapin lääni, Lapplands län)
6. Åland megye (Ahvenanmaan maakunta, Ålands landskap)

### Dél-Finnország

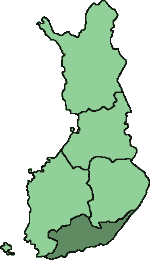
Dél-Finnország tartomány

- Anjalankoski
- Artjärvi
- Asikkala
- Askola
- Elimäki
- Espoo
- Forssa
- Hamina
- Hanko
- Hartola
- Hattula
- Hauho
- Hausjärvi
- Heinola
- Helsinki
- Hollola
- Humppila
- Hyvinkää
- Hämeenkoski
- Hämeenlinna
- Iitti
- Imatra
- Inkoo
- Jaala
- Janakkala
- Jokioinen
- Joutseno
- Järvenpää
- Kalvola
- Karjalohja
- Karkkila
- Kauniainen
- Kerava
- Kirkkonummi
- Kotka
- Kouvola
- Kuusankoski
- Kärkölä
- Lahti
- Lammi
- Lapinjärvi
- Lappeenranta
- Lemi
- Liljendal
- Loppi
- Loviisa
- Luumäki
- Miehikkälä
- Myrskylä
- Mäntsälä
- Nastola
- Nummi-Pusula
- Nurmijärvi
- Orimattila
- Padasjoki
- Parikkala
- Pernaja
- Pohja
- Pornainen
- Porvoo
- Pukkila
- Pyhtää
- Raseborg
- Rautjärvi
- Renko
- Riihimäki
- Ruokolahti
- Ruotsinpyhtää
- Sammatti
- Savitaipale
- Sipoo
- Siuntio
- Suomenniemi
- Sysmä
- Taipalsaari
- Tammela
- Tuulos
- Tuusula
- Valkeala
- Vantaa
- Vihti
- Virolahti
- Ylämaa
- Ypäjä

### Nyugat-Finnország

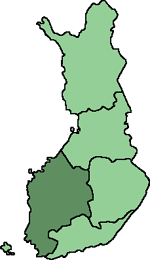
Nyugat-Finnország tartomány

- Akaa
- Alahärmä
- Alajärvi
- Alastaro
- Alavus
- Askainen
- Aura
- Dragsfjärd
- Eura
- Eurajoki
- Evijärvi
- Halikko
- Halsua
- Hankasalmi
- Harjavalta
- Himanka
- Honkajoki
- Houtskari
- Huittinen
- Hämeenkyrö
- Ikaalinen
- Ilmajoki
- Iniö
- Isojoki
- Isokyrö
- Jakobstad
- Jalasjärvi
- Joutsa
- Jurva
- Juupajoki
- Jyväskylä
- Jyväskylän mlk
- Jämijärvi
- Jämsä
- Jämsänkoski
- Kaarina
- Kangasala
- Kankaanpää
- Kannonkoski
- Kannus
- Karijoki
- Karstula
- Karvia
- Kaskinen
- Kauhajoki
- Kauhava
- Kaustinen
- Kemiö
- Keuruu
- Kihniö
- Kiikala
- Kiikoinen
- Kinnula
- Kisko
- Kiukainen
- Kivijärvi
- Kokemäki
- Kokkola
- Konnevesi
- Korpilahti
- Korppoo
- Korsnäs
- Kortesjärvi
- Koski Tl
- Kristinestad
- Kronoby
- Kuhmalahti
- Kuhmoinen
- Kuortane
- Kurikka
- Kuru
- Kustavi
- Kuusjoki
- Kylmäkoski
- Kyyjärvi
- Kälviä
- Köyliö
- Laihia
- Laitila
- Lappajärvi
- Lappi
- Lapua
- Laukaa
- Lavia
- Lehtimäki
- Lempäälä
- Lemu
- Lestijärvi
- Lieto
- Lohtaja
- Loimaa
- Luhanka
- Luoto
- Luvia
- Maalahti
- Marttila
- Masku
- Mellilä
- Merikarvia
- Merimasku
- Mouhijärvi
- Multia
- Mustasaari
- Muurame
- Muurla
- Mynämäki
- Mänttä
- Naantali
- Nakkila
- Nauvo
- Nokia
- Noormarkku
- Nousiainen
- Nurmo
- Närpes
- Oravainen
- Oripää
- Orivesi
- Paimio
- Parainen
- Parkano
- Pedersöre
- Perho
- Perniö
- Pertteli
- Petäjävesi
- Pihtipudas
- Piikkiö
- Pirkkala
- Pomarkku
- Pori
- Punkalaidun
- Pyhäranta
- Pylkönmäki
- Pälkäne
- Pöytyä
- Raisio
- Rauma
- Ruovesi
- Rusko
- Rymättylä
- Saarijärvi
- Salo
- Sauvo
- Seinäjoki
- Siikainen
- Soini
- Somero
- Suomusjärvi
- Säkylä
- Särkisalo
- Taivassalo
- Tampere
- Tarvasjoki
- Teuva
- Toholampi
- Toivakka
- Turku
- Töysä
- Ullava
- Ulvila
- Urjala
- Uurainen
- Uusikaarlepyy
- Uusikaupunki
- Vaasa
- Vahto
- Valkeakoski
- Vammala
- Vampula
- Vehmaa
- Velkua
- Vesilahti
- Veteli
- Viitasaari
- Vilppula
- Vimpeli
- Virrat
- Vähäkyrö
- Västanfjärd
- Vöyri-Maksamaa
- Ylihärmä
- Ylistaro
- Yläne
- Ylöjärvi
- Äetsä
- Ähtäri
- Äänekoski

### Kelet-Finnország

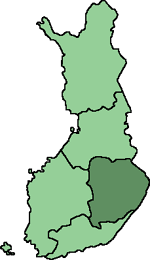
Kelet-Finnország tartomány

- Eno
- Enonkoski
- Heinävesi
- Hirvensalmi
- Iisalmi
- Ilomantsi
- Joensuu
- Joroinen
- Juankoski
- Juuka
- Juva
- Kaavi
- Kangasniemi
- Karttula
- Keitele
- Kerimäki
- Kesälahti
- Kitee
- Kiuruvesi
- Kontiolahti
- Kuopio
- Lapinlahti
- Leppävirta
- Lieksa
- Liperi
- Maaninka
- Mikkeli
- Mäntyharju
- Nilsiä
- Nurmes
- Outokumpu
- Pertunmaa
- Pieksämäki
- Pielavesi
- Polvijärvi
- Punkaharju
- Puumala
- Pyhäselkä
- Rantasalmi
- Rautalampi
- Rautavaara
- Ristiina
- Rääkkylä
- Savonlinna
- Savonranta
- Siilinjärvi
- Sonkajärvi
- Sulkava
- Suonenjoki
- Tervo
- Tohmajärvi
- Tuusniemi
- Valtimo
- Varkaus
- Varpaisjärvi
- Vesanto
- Vieremä

### Oulu tartomány

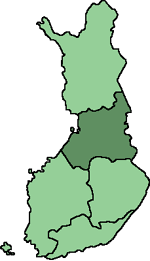
Oulu tartomány

- Alavieska
- Haapajärvi
- Haapavesi
- Hailuoto
- Haukipudas
- Hyrynsalmi
- Ii
- Kajaani
- Kalajoki
- Kempele
- Kestilä
- Kiiminki
- Kuhmo
- Kuusamo
- Kärsämäki
- Liminka
- Lumijoki
- Merijärvi
- Muhos
- Nivala
- Oulainen
- Oulu
- Oulunsalo
- Paltamo
- Piippola
- Pudasjärvi
- Pulkkila
- Puolanka
- Pyhäjoki
- Pyhäjärvi
- Pyhäntä
- Raahe
- Rantsila
- Reisjärvi
- Ristijärvi
- Sievi
- Siikajoki
- Sotkamo
- Suomussalmi
- Taivalkoski
- Tyrnävä
- Utajärvi
- Vaala
- Vihanti
- Yli-Ii
- Ylikiiminki
- Ylivieska

### Lappföld

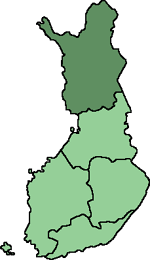
Lappföld tartomány

- Enontekiö
- Inari
- Kemi
- Kemijärvi
- Keminmaa
- Kittilä
- Kolari
- Muonio
- Pelkosenniemi
- Pello
- Posio
- Ranua
- Rovaniemi
- Salla
- Savukoski
- Simo
- Sodankylä
- Tervola
- Tornio
- Utsjoki
- Ylitornio

### Åland

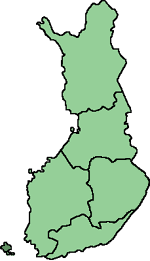
Åland tartomány

- Brändö
- Eckerö
- Finström
- Föglö
- Geta
- Hammarland
- Jomala
- Kumlinge
- Kökar
- Lemland
- Lumparland
- Mariehamn
- Saltvik
- Sottunga
- Sund
- Vårdö